# Communauté de communes de Bischwiller et environs
La communauté de communes de Bischwiller et environs est une des intercommunalités qui composent le Pays de l'Alsace du Nord française située dans le département du Bas-Rhin et la région Grand Est. Active de 2000 jusqu'au 31 décembre 2016, elle comporte 6 communes pour un total de 21 844 habitants (1999).

## Historique
La communauté de communes de Bischwiller et environs a été créée le 13 décembre 2000 et fait suite au SIVOM de Bischwiller et environs.
Le 31 décembre 2016, la communauté de communes disparaît pour laisser place, au 1er janvier 2017, à la communauté d'agglomération de Haguenau. Celle-ci est le fruit de la fusion de quatre intercommunalités : les communautés de communes de la région de Haguenau, de Bischwiller et environs, de la région de Brumath et du Val de Moder.

## Composition
- Bischwiller
- Kaltenhouse
- Oberhoffen-sur-Moder
- Rohrwiller
- Schirrhein
- Schirrhoffen

## Administration
La communauté de communes de Bischwiller et environs a son siège à Bischwiller. Son président est Raymond Gress, 2e adjoint au maire de Bischwiller, de 2014 jusqu'au 31 décembre 2016.